# 太田垣英士
太田垣 英士（おおたがき えいじ、1956年5月26日 - ）は、日本の会社役員。関西電力元執行役員(従業員。会社法上の役員〈取締役〉ではない)、同社子会社の関電サービス元常務取締役、関西高速鉄道元社外取締役。関西電力では、元代表取締役社長の森本孝は同期（ともに1979年入社）、元取締役副社長執行役員(会社法上の役員)の井上富夫と元取締役常務執行役員(会社法上の役員)の湯川英彦と元取締役監査委員会委員の山地進の3名は1年下の1980年入社、元代表取締役副社長執行役員(会社法上の役員)の彌園豊一は2年下の1981年入社。関西電力元社長の太田垣士郎は祖父。

## 略歴
- 1979年（昭和54年）4月：関西電力株式会社入社[1][3]
- 1993年（平成5年）6月：関西電力お客さま本部営業企画課(営業企画)副長[1]
- 1994年（平成6年）6月：関西電力奈良支店人材活性化課長[1]
- 1997年（平成9年）6月：関西電力お客さま本部サービス企画グループ課長[1]
- 2003年（平成15年）6月：関西電力お客本部料金企画グループチーフマネジャー[1]
- 2005年（平成17年）6月：関西電力お客さま本部エネルギー営業部長[3]
- 2007年（平成19年）6月：関西電力神戸支店長お客さま本部長附兼務[1]を経て、関西電力執行役員(従業員。会社役員上の役員〈取締役〉ではない)神戸支店長[4]
- 2010年（平成22年）6月：関西電力執行役員(従業員。会社法上の役員〈取締役〉ではない)お客さま本部副本部長兼エネルギー営業部門統括[1][5]、関西高速鉄道社外取締役[2][1]
- 2015年（平成27年）6月：関西電力子会社の関電サービス株式会社常務取締役[3]
- 2019年：太田垣常務の上司として、元関西電力常務執行役員(従業員。会社法上の役員〈取締役〉ではない)の時政幸雄が、関西サービスの社長に就任[6][7]
- 2021年（令和3年）6月：関電サービス株式会社常務取締役退任[3]
- 2021年7月：因幡電機産業株式会社特別顧問[3]

その他、甲南女子学園副理事長。